# Gerhard Krüger (NS-Funktionär)
Gerhard Krüger (* 6. Dezember 1908 in Mottlau bei Danzig; † 22. Mai 1994 in Heßlingen, Hessisch Oldendorf) war ein hochrangiger deutscher Partei- und Studentenfunktionär in der Zeit des Nationalsozialismus, unter anderem Führer der Deutschen Studentenschaft 1931–33 sowie des Allgemeinen Deutschen Burschenbundes (ADB) 1933–34. Nach dem Kriege war er Mitbegründer und Aktivist mehrerer rechtsradikaler Parteien (Deutsche Reichspartei, Sozialistische Reichspartei) in der Bundesrepublik.

## Leben

### NS-Karriere
Der Sohn eines Oberwerftinspektors trat bereits als Gymnasiast in den rechtsradikalen Bund Oberland und 1926 in die SA ein. Ab 1927 studierte er in Greifswald Geschichte, Germanistik, Soziologie, Geografie und Zeitungswissenschaften und gehörte seit 1927 der Burschenschaft Arminia Greifswald im ADB an, der er im Wintersemester 1928/29 als Erstchargierter vorstand. Kurz danach trat er jedoch mit einem größeren Teil der Aktivitas aus der Arminia aus, nachdem es zu Konflikten mit der Altherrenschaft gekommen war. 1933 wurde er allerdings wieder als Alter Herr aufgenommen. Er gehörte der Greifswalder Hochschulgruppe des Nationalsozialistischen Deutschen Studentenbunds (NSDStB) an, die er mitbegründet hatte und seit 1928 anführte. Zum 1. September 1928 trat er auch der NSDAP bei (Mitgliedsnummer 98.698).
Wegen seiner beachtlichen Wahlerfolge von Baldur von Schirach bereits für die NSDStB-Reichsleitung ausersehen, wechselte Krüger jedoch Ende 1929 an die Universität Leipzig, wo er die am Boden liegende Hochschulgruppe erfolgreich reorganisierte. 1930/31 Kreisleiter IV (Mitteldeutschland) des NSDStB sowie der DSt, wurde er im Dezember 1931 zum Vorsitzer der Deutschen Studentenschaft gewählt (bis September 1933). In dieser Funktion war er unter anderem maßgeblich für die zentrale Vorbereitung und Durchführung der Bücherverbrennungen im Mai 1933 verantwortlich. Im selben Monat wurde er von Rudolf Heß zum „Beauftragten der NSDAP für die Behandlung aller die studentischen Verbände angehenden Fragen“ ernannt. Er wurde zum Bundesführer des Allgemeinen Deutschen Burschenbundes (ADB) gewählt und überführte diesen innerhalb eines Jahres in die bereits auf NS-Kurs liegende Deutsche Burschenschaft.
Nach der Promotion 1934 bei dem Soziologen Hans Freyer in Leipzig arbeitete Krüger zunächst in der Reichspressestelle der NSDAP und wechselte 1936 als Amtsleiter in die Parteiamtliche Prüfungskommission zum Schutze des nationalsozialistischen Schrifttums, innerhalb derer er die „Reichsstelle für das Schul- und Unterrichtsschrifttum“ aufbaute und bis 1942 leitete. Zugleich war er Cheflektor des Verlags Bibliographisches Institut in Leipzig. Mehrere Versuche ihn auf einen Lehrstuhl zu berufen (zunächst in Straßburg, später im besetzten Posen), scheiterten letztlich an seiner Einberufung zur Wehrmacht 1940, in der er als Unteroffizier am Einmarsch in Frankreich teilnahm. Dort wurde er 1942 im Range eines SA-Standartenführers Kulturattaché der deutschen Botschaft im besetzten Paris. Unterstaatssekretär Luther platzierte ihn dort für Spitzeldienste der Parteikanzlei. Er musste aber wegen sexueller Belästigung einer Sekretärin schon kurze Zeit später aus Paris abberufen werden und war 1943 zunächst NSDAP-Kreisleiter in Bendsburg (seinerzeit Provinz Oberschlesien), später im westfälischen Olpe, ab 1944 außerdem Gauschulungsleiter für den Gau Westfalen-Süd.

### Nachkriegszeit
Von 1945 bis 1948 war Krüger im britischen Internierungslager Staumühle inhaftiert. Nach seiner Entlassung arbeitete er zunächst als Textilvertreter. Trotz eines politischen Betätigungsverbots gründete er 1949 die „Gemeinschaft unabhängiger Deutscher“ und wurde zugleich Mitglied der Deutschen Konservativen Partei – Deutschen Rechtspartei (DKP-DRP). Nachdem er dort noch im selben Jahr wieder ausgeschlossen worden war, beteiligte er sich maßgeblich an der Gründung der radikaleren Sozialistischen Reichspartei (SRP), gehörte deren Parteileitung an und wurde auch deren erster Geschäftsführer. Nach Angaben des britischen Geheimdienstes hatte er 1953 Kontakte zum Naumann-Kreis. Nach dem Verbot der SRP 1952 trat er später in die aus der DKP-DRP hervorgegangene Deutsche Reichspartei ein und wechselte 1961 zur DRP-Abspaltung Deutsche Freiheitspartei (DFP). Als diese sich in Fusionsverhandlungen mit der Deutschen Gemeinschaft begab, die später zur Gründung der Aktionsgemeinschaft Unabhängiger Deutscher führten, verließ er 1964 die DFP. Seit den 1950er Jahren betrieb Krüger zudem einen Versand für rechtsextremistische Bücher.
Ende der 1960er Jahre wandte sich Krüger der Freimaurerei zu. Seit 1967 war er zeitweise Mitglied der Loge Zum Schwarzen Bär in Hannover und war seitdem auch publizistisch in diesem Sinne tätig.
Bis zuletzt war Krüger zudem Alter Herr der Hamburger Burschenschaft Hansea, in der seine Burschenschaft Arminia Greifswald aufgegangen war, bzw. nach weiterer Fusion der Hamburger Burschenschaft Hansea-Alemannia.

## Werke
- Student und Revolution. Ein Beitrag zur Soziologie der revolutionären Bewegungen, Berlin 1934, 45 S. (Dissertation)
- Geschichte des Deutschen Volkes. Ein Grundriß, Leipzig 1937, 378 S.
- Freimaurer an der Wende zur modernen Zeit. Gründung und Anfangsjahre der Loge zum schwarzen Bär im zeitgeschichtlichen Zusammenhang, Hannover 1974, 107 S.